# Лукашевич Олексій Іванович
Олексій Іванович Лукашевич (народився 11 січня 1977 у Дніпропетровську) — український стрибун у довжину, найвідоміший за перемогу в чемпіонаті Європи з легкої атлетики 2002 року. Його особистий рекорд становить 8,27 метра, досягнутий у червні 2000 року в Тарту.
Чемпіон Європи — 2002.
Бронзовий призер Чемпіонату Європи з легкої атлетики 2006.
Четверте місце на Чемпіонаті світу з легкої атлетики 2007.
Четверте місце на літніх Олімпійських іграх 2000 року в Сіднеї.